# Scottiola chagosensis
Scottiola chagosensis är en insektsart som först beskrevs av Bolívar, I. 1912.  Scottiola chagosensis ingår i släktet Scottiola och familjen syrsor. Inga underarter finns listade i Catalogue of Life.